# فيشترزباخ
وسترزباخ (بالألمانية: Wächtersbach) هي بلدة، place with town rights and privileges و بلدة ألمانية تقع في Main-Kinzig-Kreis في ألمانيا. يقدر عدد سكانها بـ 12,370 نسمة .

## المدن التوأمة
مدن روسلبن، شاتيون-سير-شالارون، فرنسا و ترويتسك هي مدن توأمة لـوسترزباخ.